# Melayu (Siantar Utara)
Melayu is een bestuurslaag in het regentschap Pematang Siantar van de provincie Noord-Sumatra, Indonesië. Melayu telt 7302 inwoners (volkstelling 2010).